# Kirkjubæjarklaustur (kloster)
Kirkjubæjarklaustur var ett nunnekloster av benediktinerorden, verksamt från 1186 till 1544. Det var ett av Islands nio kloster, och ett av två nunnekloster, före reformationen. Klostret låg vid gården Kirkjubær á Síðu, där nu finns orten Kirkjubæjarklaustur i Suðurland.
Kirkjubæjarklaustur var ett självstyrande kloster, till skillnad från Islands andra nunnekloster, som låg under biskopens myndighet. 
I mitten av 1300-talet predikade en medlem av klostret, Katrín, vad som uppfattades som kätterska läror, vilket resulterade i att hon dömdes för kätteri och brändes på bål anklagad för att ha haft samlag med många olika partners. Nunnorna i klostret ryktades befinna sig i opposition mot påven. 
Klostret var under sin storhetstid ett centrum för kultur och bildning. Under pesten 1402 dog de flesta av klostrets tjänare och nunnorna fick själva valla boskap och mjölka kor, något de ska ha klarat dåligt eftersom de flesta hade varit döttrar till förmögna bönder och stormän. 
År 1542 upplöstes klostret efter reformationen, men nunnorna tilläts bo kvar i byggnaden på livstid. Det är inte känt när den sista nunnan dog, men 1544 fanns fortfarande sex nunnor kvar i klostret.